# موسى وهبة
موسى وهبة (1941-2017) فيلسوف وأستاذ فلسفة لبناني، متعمق في الفكر الفلسفي العربي المعاصر، والفلسفة الحديثة والمعاصرة وأحوال الميتافيزيقا في القرنين الماضيين واليوم. وله عشرات المؤلفات والأبحاث في الفلسفة والفكر.

## السيرة
بدأ وهبة تحصيله العلمي في المدارس الرسمية في عكار (شمال لبنان)، ثم دار المعلمين الابتدائية في بيروت، ثم الالتحاق بالجامعة اللبنانية مع ممارسة التعليم الرسمي الابتدائي قبل الانتقال، بعد نيل الإجازة التعليمية في الفلسفة سنة 1964، إلى التعليم الثانوي  حتى السفر إلى باريس  بمنحة  دراسات عليا في الفلسفة، خريف 1969. حاز دكتوراه الدولة في الآداب من السوربون باريس 1974 بدرجة مشرّف جدّا وأصبح أستاذ في الفلسفة في كلية الآداب بالجامعة اللبنانية.

## إسهامه الفكري
دار جلّ نشاط وهبة الفلسفي على محور أساسي: كيف يمكن قول الفلسفة بالعربية اليوم؟ ومحور متفرّع منه: أيّ ميتافيزيقا لهذا العصر؟ فهو درّس وكتب بالعربيّة معلنا أن لا جدوى من الاشتغال، من هنا، في الفلسفة بالأجنبية: «لأنّنا سنظل في موقع أبناء الضواحي، والفلسفة بنت مدن»؛ ومن كتب، من هنا، بالأجنبية ظلت كتاباته، على أهميّتها الذاتية المحتملة، كتابة من ضواحي مدينة الفلسفة: لم تشكّل أي إضافة تذكر.

### في الميتافيزيقا
كتب وهبة في حاجة العقل، وحاجة العصر من ثمّ، إلى ميتافيزيقا ما، مبيّنا أن نقد الميتافيزيقا والتبرؤ منها المستمرين منذ أواسط التاسع عشر قد بلغا شأوهما وقد آن لهما أن يخضعا لتفحص. ورأى أن التبرؤ منها لا يكون إلا استنادا إلى ميتافيزيقا مضمرة: حيث يحسب أن الميتافيزيقا «ليست  سوى جملة الفروض التي تشكل المستند الأخير للنظر والعمل والذوق»؛ فإن أُقِرَّت وسُوِّغت وانتظمت في سستام كان لنا ميتافيزيقا معلنة، وإن لم تعلن كان لنا «ميتافيزيقا مضمرة» أو غير واعية. وعليه فإن لكل فيلسوف ميتافيزيقاه، بما في ذلك «ميتافيزيقا نقد الميتافيزيقا». ولذا يرى أن المهمة المطروحة على التفكير اليوم هي التمهيد لما يسمّيه «ميتافيزيقا شرطية تُضفي على السعي في العالم الحاضر معنى». ويعني بالشرطية أن الأقوال الميتافيزيقية مجرد فروض لا تبرهن بل تتخذ منطلقات للنظر والعمل والتذوّق، تبيّن جدواها في النتائج فتقبل ويبنى عليها، أو لا تسطيع ذلك فتهمل؛ مثال القول إن المثنى هو الأصل وأن الواحد اشتقاق منه، والقول إن العلم والجهل متضافران ينمو الواحد ويزداد بنمو الآخر وتزايده. هذان الفرضان اللذان يقترحهما وهبه في أساس ميتافيزيقا ممكنة لهذا العصر، يسهمان في الخروج من أنطولجيا الواحد وما يترتّب عليها، وفي الخروق من الضيق الأبستمولجي المتمثل بنهائية المعرفة ودغمائيتها.
ويقول ذلك على سبيل التمهيد لا الإنشاء. ويذهب إلى حدّ القول إنّ هذا التمهيد قد يكون ممكنا بالعربيّة، «التي لم تستنفد معانيها بعد، بخلاف لغات الفلسفة الحيّة اليوم» على ما يزعم.

### في الفلسفة الحديثة والمعاصرة
ما كتبه وهبة في الفكر الفلسفي الحديث والمعاصر، أو فكّر فيه [يقول: فكّره] كان قراءة «من هنا»، من موقعه كناطق بالعربية ومفكّر بها، في خدمة الهدف الرئيس: كيف يمكن قول الفلسفة بالعربيّة اليوم؟ والسؤال يضمر موقفا نقديا  مما يُكتب ويُنشر بالعربية تحت اسم الفلسفة تلبية للمعلن: «الحاجة العربية إلى الفلسفة».
- فهو ترجم نقد العقل المحض لكنط وكتب عنه معارضا قراءات شهيرة مثل قراءة هيدغر الذي أعلى من شأن الطبعة الأولى، في حين انحاز وهبه إلى الطبعة الثانية، وأسهم في تخصيص عدد بكامله من مجلة فكرية عربية احتفاء بالذكرى المئوية الثانية لطبعته الثانية. وذلك اعتقادا منه أن تلك الطبعة تشكل مرحلة أخيرة في تفكير كنط، وتؤكد على أمرين عزيزين على تفكير صاحبنا، وهما: نشاطيّة الذهن البشري في تكوين مواضيع المعرفة والإصرار بلا مردّ على مطلب «اليونيفرسال» (بحسب تعريبه)؛ هذا بصرف النظر عن كون الطبعة الثانية  تطرح، بوضوح وحسم أجلى مما سبق، فلسفة الحداثة وأسس إعلان حقوق الإنسان.[3]
- وكتب مستعينا  بكنط  في معارضة هيغل وجيل دولوز في رفضهما للثنائية في التفكير، معتبرا أن المثنى بنية للكائن بعامة. فالحداثة والإعلان يقومان، بنظره، على اعتماد الثنائية  [يقول: المثنّى] والذات الإنساني (le Sujet)، أي على ما سيرذله محبّذو الطبعة الأولى وناقدو الشيء في ذاته [يقول: الشيء فيّاه]
- ودرّس هيغل ونتشه وهيدغر وكتب فيهم معارضا إياهم بفلسفة الأنوار وبالأنسية (Humanisme). وبخاصة في نقدهم للذات الإنساني والمفرد، حيث نبّه إلى أن القياس الهيغلي يختتم بإحالة وضع المفرد إلى مجرّد خبر، وإلى أن هيغل يؤسس، منذ فيمياء (فينومينولجيا) الروح  لكل بنيوية لاحقة حين يقرر أن العلاقة قوّامة على طرفيها.[8]

وكتب موضحا أن «جدل السيد والعبد» الهيغلي، كمحرّك للتاريخ البشري، صدّقه أثنان: ماركس منحازا إلى العبد الذي سينتصر في النهاية، ونتشه منحازا إلى السيّد في عصر سيادة العبد والعدميّة ومبشرا بالعود الأبدي وبفلسفة من منظور النسر لا الضفدعة.  وإذا كان الاثنان يتابعان القياس الهيغلي فإن نقد الذات يبدأ صراحة مع نتشه حين يحسبه مجرّد وهم لغوي، مردفا ذلك بالموقف من اليونيفرسال الأخلاقي (أخلاق السادة وأخلاق العبيد)؛
ونبّه إلى الفرق بين هيدغر الأول وهيدغر الثاني الذي منه تنطلق موجة العداء للأنسية، وأنشودة نهاية  الفلسفة وموت الذات والإنسان، وبخاصة في الفكر الفلسفي الفرنسي في النصف الثاني من القرن المنصرم: فوكو وألتوسير ودريدا...  
- واستخدم هوسٰرل في تعيين حدود الشرق من الهند وشرقا، وفي معارضة قوميّة الفلسفة: فهو يحسب أن الكلام على فلسفة غربية وأخرى شرقية وثالثة إسلامية...الخ كلاما غير فلسفي، لأنّ الفلسفة واحدة والتمييز السائغ هو التمييز وفقا للغتها أو على الأكثر وفقا لعصرها لا لمضمونها.

وإذا كان أسهم في ترجمة نصوص لهؤلاء إلى العربية فلسببين: 1- لكي يبيّن خطأ القراءة العربية القائمة على ترجمات سريعة بهدف الاستعمال الثقافي (الإيديولوجي) كما حصل مثالا مع ترجمات سارتر وهيدغر بخاصة‘ 2- ولكي، وهذا هو الأهم،  لا تكون المعارضة غيابيّة، فلا تظلّ  جلّ «إبداعات» المتفلسفين بالعربية  مجرّد «هوامش على متون غائبة» على حدّ تعبيره.

### في الفكر العربي
يدخلنا هذا مباشرة إلى موقف وهبة النقدي الصارم مما «يُبذل من أقوال تحت مسمّى الفلسفة» بالعربية اليوم، وصولا إلى نعت «ما يُبذل» بـ «البعط الفلسفي بالعربي اليوم».  وخلافه الأساس مع «ما يُبذل» هو حول ما  الفلسفة؟ حيث يرى أن الحاجة العربيّة المعلنة إلى الفلسفة  تلبى بما يشبه الفلسفة؛ لأنها أصلا ليست  سوى  حاجة إلى الغلبة أو النهضة أو التميّز أو المباهاة  وليس إلى الفلسفة، لأن هذه لا جدوى  مباشرة أو واقعية  منها: فهو كتب وأعاد «الفلسفة ليست خبرا عن العالم» ومثّل على ذلك وأعاد  بالإصبع المشيرة  إلى القمر، مشبّها الفيلسوف بالأحمق الذي ينظر إلى الإصبع لا إلى القمر.
وعزّز تعريفه  هذا للفلسفة بالاستناد إلى أفلاطون الذي يقول على لسان سقراط في محاورة السياسي  نفسها: «نحن في صدد تعلّم الجدل وحسب». ليخلص إلى  أن جل تصويب القول الفلسفي هو على «أن نفكر بطريقة مختلفة» (م. فوكو) وإلى أن الانخراط  في الفعل «ليس من شأن التفكير» (هيدغر).
ونقل إلى قارئه عجبه من كيف تلتقي تيارات الفكر العربي الثلاثة: القومي والماركسي والديني، في مطلب واحد هو: «نريد فلسفة لنا خاصة بنا أو مختلفة»،  تيارات غافلة جميعها عن أن الفلسفة لا تكون لأيّ «نا» جزئية، وأن الاختلاف شرط ضمني لكل تفلسف جديد. ويخلص من ذلك إلى القول: ليس ثمة من فلاسفة عرب اليوم حيث إن الفيلسوف هو من يكون «لمذهبه» أنصار أو معارضون من خارج دائرة تداوله اللغوي، كما حصل ويحصل مع كل فلاسفة الأرض: ثمة هيغليون ونتشويّون ووجوديون وهيدغريون بل وفوكويون اليوم خارج أوروبا، لكن ليس ثمة بدويّون أو كَمْحَجِيّون أو جابريّون أو حتى حنفيّون...خارج الدائرة العربية.
تبقى المهمة الوحيدة المشروعة إذًا، في رأيه، التمهيد للتفلسف بالعربية أو «التمرّن على قول الفلسفة بالعربية اليوم».

### في الترجمة
ويتصل «البعد الفلسفي بالعربي» الساعي إلى نتيجة عينية بإهمال العناية بالمصطلح والانهمام حصرا بالمضمون، أو المغالاة في تزويق الألفاظ مع إهمال الأسلوب. وهبه يضع انهمامه بنقل بعض أمهات النصوص الفلسفية في إطار التمرّن على قول الفلسفة مع ما يقتضي القول من عناية بالمصطلح الفلسفي بالعربي؛ حيث ولّد جملة من المصطلحات أثارت ضجة في صف الفلسفة بالعربية، ورفضا صريحا من معظم المشتغلين بالفلسفة بالعربية، وتبنّيا خجولا وجزئيا من قلة منهم:
فهو ولّد لفظ «أفهوم» بدلا من «مفهوم» الذي خصصه لما يقابل الماصدق. وعدّى فعل فكّر مباشرة بدلا من تعديته بحرف، للإشارة إلى فاعلية الذهن العارف في تكوين الموضوع. واستنكر استعمال لفظ «إشكالية» الشائع (die Problematik)   La Problématique مقترحا «مسألة» أو «مشكلة عامة» بدلا منه. كما رفض لفظ «مقاربة» Approche  الشائع هو الأخر مقترحا بدلا منه، معالجة أو تناول. وأدى Etre Sein بـ «كَوْن» مستغربا تأديته بـ«وجود» المغاير تماما لمعناه، أو بـ «كينونة» الذي يشير، بحسب رأيه، إلى «نمط كون» لا إلى كون. وعرّب «سِسْتام» رافضا نقله بـ «نسق» الذي خصصه لمعنى آخر Ordre Ordenung، معلنا أن «السستام عبارة عن مجموعة أنساق مندرجة تحت مثال واحد». واستحدث «مُجاوِز» بإزاء ترانسندنتال و«متجاوز» بإزاء ترانسندان للحفاظ على القرابة اللفظية. وولد «عِلمان» بإزاء Savoir  Wissen  للإشارة إلى ما يجمع المعرفة والعلم في صنف واحد.؛ وألفاظ عدّة أخرى. وأعاد الاعتبار إلى إسهام الكندي الاصطلاحي، وتدقيق الغزالي لبعض المعاني.  وثمّن عاليا، وتبنى،  بعض ما كان ولّده كمال الحاج وبخاصّة على وزن فعلن، وما أثبته عبد الله العلايلي في الجزء المنشور من معجمه.

### في الجامعة
عارض وهبة المحاولات المتكررة لإفراغ منهاج تدريس الفلسفة من مضمونه الفلسفي بملئه بعناوين مثل الحضارة والتأويل والعولمة...إلخ. كما عارض البرنامج المسمى LMD الهادف إلى ربط الجامعة اللبنانية بسوق العمل. وكان، في دراسة بعنوان «الآداب الآداب...ماذا صنعتم بكلية الآداب؟» (في أوراق جامعيّة) قد ميّز «الجامعة، حيث نتعلم لنتعلم بلا نهاية»، من «المعاهد العليا حيث نتعلم لنخرج من ثم إلى العمل».

### في نقد الحاجة إلى السياسة
نحفظ من كتاباته في هذا الباب: اعتباره إعلان حقوق الإنسان والمواطن خطّا أحمر  لا يمكن تجاوزه تحت أي ذريعة كانت، لكل موقف سياسي مقبول؛ ورفضه المطلق لتوسّل العنف سعيا إلى السلطة؛ ونقده لشعار الهويّة (الدفاع عنها أو الحفاظ عليها) باعتباره أداة سلطويّة. ورفضه عدّ العرب والإسلام شرقا، باعتبار أن الشرق يتميّز من الغرب، بتعددية الحقيقة وبالسعي إلى المصالحة مع الطبيعة، في حين يتمثّل الغرب بتسخير الطبيعة لصالح الإنسان وبواحدية الحقيقة وبالنزعة التوسعية بهدف «نشر أنوار الحقيقة في ديار الظلمة والجاهلية».
ونحفظ أخيرا عنه دعوته إلى إخضاع إله السياسة، إخضاعا متصلا، إلى إله الأخلاق.

## الأبحاث - المنشورة في مجلات أو كتب[5]
- «الفكر العربي المعاصر، بحث في المنهج» الطريق، عدد 1 بيروت 1978
- «المفاهيم تتحكم بالنصوص» الفكر العربي، عدد 2 بيروت 1978
- «منطق الحرب» مواقف عدد 39 بيروت 1980
- «العلم والاستبداد» الفكر العربي المعاصر عدد 8/9 بيروت 1980
- «العقل السياسي، محاولة وصفية» مواقف عدد 45 بيروت 1983
- «المادية الديالكتيكية» الموسوعة الفلسفية العربية ج. 2 بيروت 1985
- «الفلسفة النقدية» الموسوعة الفلسفية العربية ج. 2 بيروت 1986
- «المشكلة الكنطية» الفكر العربي عدد 48 بيروت 1987
- «مصطلحات نقد العقل المحض» الفكر العربي عدد 48 بيروت 1987
- «الحاجة إلى الفلسفة» في الفكر العربي، عدد 64 بيروت 1993
- «مقاومة الجور بأي حقّ؟ محاولة في نقد الحاجة إلى السياسة» الدفاع الوطني، عدد 14 بيروت 1995
- «ابن رشد وإمكان القول الفلسفي» في الفكر العربي المعاصر، 108/109 بيروت 1999
- الالتباس الميتافيزيقي في عصر النهضة" في الفكر العربي، 99 بيروت 2000
- «الحاجة العربية إلى الفلسفة» في حوليات، عدد 1 البلمند 2000
- «إمكان الميتافيزيقا أو نقد الحاحة إلى كنط» عالم الفكر عدد 3 الكويت 2002
- «إلغاء الطائفية السياسية وإمكان العيش المشترك» الدفاع الوطني عدد 10 بيروت 2010
- «البعد الفلسفي بالعربية اليوم» الآخر عدد 1 بيروت 2011
- البعد الفلسفي بالعربية - وكتاب النثر، دار التنوير (2019) - صدر الكتابان بعد وفاته[4]

## في الترجمة
- Kant: Kritik der reinen Vernunft عمانوئيل كنط، نقد العقل المحض، 1988. ط. ثانية، دار التنوير، بيروت – القاهرة- تونس، 2015 [9]
- D. Hume, en:Enquiry Concerning the human Understanding ٰديِْڤد هيوم، مبحث في الفاهمة البشرية، دار الفارابي، بيروت 2008 [10]
- E.Husserl, Logische Untersuchunge] I, II, III. أدموند هوسرل، مباحث منطقية، المركز الثقافي العربي، بيروت – كلمة، أبو ظبي، 2010
- الجملة واللامتناهي ل إ. ليڤيناس معد النشر
- وترجم بالاشتراك مع شوقي الدويهي:G. Labica: Politique et Religion chez Ibn Khaldoun جورج لابيكا، السياسة والدين عند ابن خلدون، دار الفارابي بيروت 1982 [11]
- مع جيزيلا فالور: F. Nietzsche. Jenseits von Gut und Böse, Vorspiel einer philosophie der Zukunft فريدرش نتشه، ما وراء الخير والش ّر، تباشير فلسفة للمستقبل"، غروب في، بيروت، 1995.